# Sèvreská smlouva

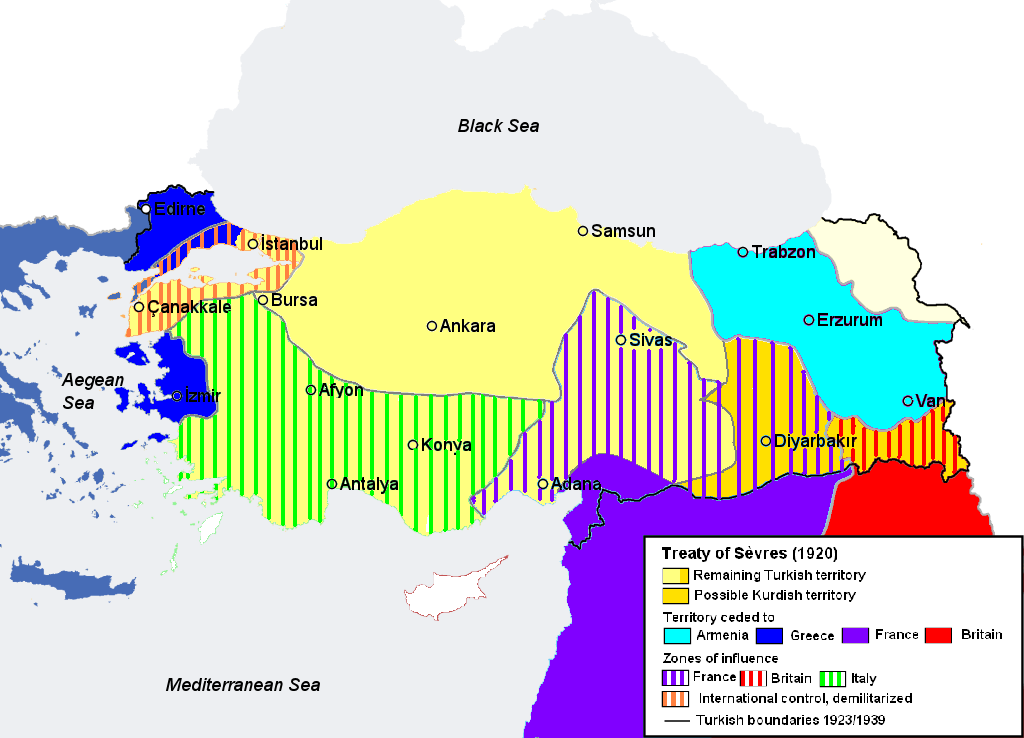
Rozdělení Osmanské říše mezi vítězné státy

Sèvreská smlouva je mírová smlouva a součást Pařížských předměstských smluv, podepsaná mezi státy Dohody a Osmanskou říší 10. srpna 1920 v Sèvres. Osmanská říše se v ní vzdala všech nároků na neturecká území. Turecko podle smlouvy ztratilo 4/5 svého území (v Evropě mu zůstalo jen území hlavního města a úzký pruh kolem úžin Bospor a Dardanely, které měly být demilitarizovány a postaveny pod správu Společnosti národů). Kromě reparací musel sultán souhlasit s omezením armády na 50 000 mužů a se zabavením válečného loďstva.
Mír ze Sèvres byl především kvůli ziskům Řecka (většina ostrovů v Egejském moři a východní Thrákie) jednoznačně odmítnut tureckými nacionalisty a parlament jej odmítl ratifikovat. Po kemalistické revoluci a řecko-turecké válce došlo roku 1923 k revizi mírové smlouvy v Lausanne.
10. srpna 1920 byl osmanský sultán Velkou Británií a jejími spojenci donucen k podepsání mírové smlouvy, která turecké území redukovala na Istanbul a oblast okolo Marmarského moře a vytvářela z Turecka de facto loutkový stát. Tato dohoda však nebyla uznána národní tureckou vládou, která tou dobou už byla jedinou relevantní silou nezávislou na sultánovi i silách Dohody.